# Amanda Glover
Amanda Jane Glover (* 16. Juli 1970 in Weymouth) ist eine britische Beachvolleyball- und Volleyballspielerin sowie Trainerin.

## Karriere Halle
Als Volleyballerin absolvierte Glover 57 Länderspiele mit der englischen A-Nationalmannschaft.

## Karriere Beach
1993 spielte Glover ihre ersten internationalen Beachvolleyball-Turniere mit Audrey Cooper. Bei ihren ersten fünf Open-Turnieren kamen Cooper/Glover dreimal als Neunte in die Top Ten. Später gelangen ihnen auch bei den Turnieren in Brisbane und Carolina neunte Plätze. Die anderen Turniere der World Tour beendeten sie entweder auf Rang 13 oder 17. 1996 qualifizierten sie sich für die Olympischen Spiele in Atlanta. Dort erreichten sie ebenfalls den neunten Rang. 1997 hatten sie ihren einzigen Auftritt auf der World Tour in Rio de Janeiro. Im folgenden Jahr war ein 17. Platz in Espinho ihr bestes Ergebnis. 1999 nahmen sie an der Weltmeisterschaft in Marseille teil und wurden Neunte. Ihr bestes Resultat auf der World Tour dieses Jahres war der 13. Rang in Osaka. Bei der Europameisterschaft 1999 in Palma waren sie weniger erfolgreich und kamen auf den 17. Platz. Dieses Ergebnis erreichten sie auch bei drei Open-Turnieren des Jahres 2000.
2002 trat Glover bei den Mallorca Open erstmals mit ihrer neuen Partnerin Denise Austin an. 2003 spielten Glover/Austin drei weitere Open-Turniere und den Grand Slam in Berlin.

## Karriere als Trainerin
Glover arbeitet nach ihrer Spielkarriere als Trainerin für Volleyball und Beachvolleyball und beschäftigt sich dabei vor allem mit dem Nachwuchs.